# Stranded II
Stranded II é um jogo 3D de ação-aventura lançado em junho de 2007, desenvolvido pela Unreal Software como uma sequência para o jogo Stranded original. Como no seu antecessor, o objetivo principal do jogo é sobreviver em um ambiente de ilha deserta, eventualmente escapando e retornando para casa.

## História e desenvolvimento
Devido ao sucesso inesperado de Stranded, Peter Schauß começou a trabalhar em Stranded II no final de 2003. O desenvolvimento entrou em estágio de Alpha público em dezembro de 2005, mas a versão final do jogo não saiu até junho de 2007. Ele lançou uma atualização adicional em 2008, mas então o desenvolvimento foi abandonado em favor de Counter-Strike 2D. Após certo tempo, o código-fonte de Stranded II foi lançado sob a licença GNU General Public License, mas alguns dias mais tarde, Peter Schauß mudou a licença para Creative Commons, mais especificamente CC-BY-NC-SA.

## Jogabilidade
Comparado com o seu precursor, Stranded II possui gráficos melhorados e mais itens, ferramentas e armas, além de novas mecânicas, como domesticação de animais e a possibilidade de infligir condições como envenenamento ou combustão em certos objetos do mundo. Além disso, Stranded II agora possui uma campanha com uma história abrangendo uma viagem entre várias ilhas. Os princípios fundamentais do jogo permaneceram os mesmos.
Em adição, Stranded II agora possui capacidades de receber código, assim permitindo a criação de mapas codificados. Isso permite aos criadores de mapas incorporar narrativas em suas histórias, utilizando diálogos, missões, eventos programados, e assim por diante.
Um dos objetivos de Stranded II era permitir a fácil criação de modificações, utilizando esses códigos e arquivos de definição de objeto editáveis. As modificações criadas pela comunidade ou estendem as opções no jogo padrão ("Extension Mod", "Massive Mod") ou levam o cenário do jogo a outros ambientes ("Lost in Space"). Os novos itens e possibilidades permitem ao jogador redescobrir as mecânicas do jogo, aumentando a possibilidade de retornar ao jogo.

## Recepção
Stranded II foi bem-recebido pela crítica e teve sucesso com o público. A Games Finder deu uma nota de 7.5/10 para o jogo, dizendo "Como uma experiência de sobrevivência gratuita para jogar que é ao mesmo tempo simples e incrivelmente divertida, você não pode deixar Stranded II passar."
No Brasil, diversas comunidade e fóruns online dedicados ao jogo apareceram, compartilhando dicas e downloads adicionais.